# Італійська Східна Африка

Італійська Східна Африка (італ. Africa Orientale Italiana) — італійська колонія в Африці, що складалася з Ефіопії (окупованої після Другої італійсько-ефіопської війни), Італійського Сомалі і Італійської Еритреї. У серпні 1940, Британський Сомаліленд було завойовано і приєднано до Італійської Східної Африки.

## Територія
У 1936, Італійська Східна Африка охоплювала Еритрею, щойно завойовану Ефіопію і колишнє Італійське Сомалі. Колонія була розділена на шість провінцій: Італійська Еритрея і Італійське Сомалі, а також чотири провінції Ефіопії (Амхара, Гала-Сідамо, Сціора, Харар) кожна у підпорядкуванні італійського намісника. Кожен губернатор був підзвітний італійському віце-королю, який представляв імператора Віктора Еммануїла III.
Італійська Східна Африка була розширена в 1940, а італійські війська завоювали Британський Сомаліленд, створивши тим самим єдину сомалійську провінцію під італійським контролем.
У ході Східноафриканської кампанії (червень 1940-листопад 1941), Італійська Східна Африка була завойована і розкраяна. Іншою італійською колонією в Африці, була Італійська Північна Африка.

## Історія
Домініон було утворено в 1936 році італійським урядом на чолі з Беніто Муссоліні після поразки Хайле Селассіє I, що очолював ефіопіську армію під час Другої італо-ефіопської війни.
Влада Італійської Східної Африки була жорсткою для тубільців, особливо у відношенні ефіопів через прагнення фашистських політиків інтегрувати їх культури в Італійську Імперію. Еритрейці отримали велику підтримку, і навіть до певної міри більшу за підтримку сомалійців.
Фашистська колоніальна політика в ІСА була розділяй і володарюй. Для того, щоб послабити вплив православних амхарів, їх терен було передано еритрейцям тиграї і сомалійцям, як нагороду за еритрейську допомогу під час завоювання Ефіопії.
Фашистський режим Італії закликав італійських селян колонізувати ІСА шляхом створення малих підприємств сільського господарства. Більшість італійців-дехкан попрямували до Еритреї — 80,000, і лише 3200 фермерів, до 1940 року, прибули до Ефіопії, менше 10 відсотків від мети фашистського режиму.
Колонії виявилися дуже дорогими в обслуговуванні, ІСА просила для бюджету 1936-37, з Італії 19,136,000,000 лір для створення інфраструктури, необхідної для колонії. У той час весь дохід Італії в цьому році був лише 18,581,000,000 лір.
Італійці тим не менше, багато інвестували в інфраструктуру Східної Африки. Вони побудували 18,794 км нових асфальтованих доріг: в 1940 р. Аддис-Абеба була пов'язана сучасною автострадою з Асмері і Могадішо.
Крім того, було реконструйовано або розпочато будівництво 900 км залізниць (наприклад, залізниця між Аддис-Абебою і Ассабом), будівництво гребель та ГЕС, створено багато державних і приватних підприємств: «Compagnie per il cotone d'Etiopia» (бавовняна промисловість); «Compagnia etiopica del latte e derivati» (молочна промисловість); «Cementerie d'Etiopia» (Цементна промисловість); «Compagnia etiopica mineraria» (хімічна промисловість); «Imprese elettriche d'Etiopia» (електроенергетика); «Compagnia etiopica degli esplosivi» (військова промисловість); «Industria per la birra dell'AOI» (Індустрія пива); «Trasporti automobilistici (Citao)» (механіка та транспортна галузь). Але подальша модернізація була зупинена Другою Світовою війною.
У червні 1940 року, на початку участі Італії у Другій світовій війні, ІСА потенційно являла собою небезпеку для британських інтересів в Африці, зокрема через можливість успішного наступу італійських військ до колонії через Судан і встановлення з'єднання з італійським угрупованням у Лівії, що ізольовало б позиції Англії в Єгипті і Суецькому каналі.
Проте, з іншої точки зору, колонія, була ізольована від Італії і оточена британськими збройними силами в Судані, Кенії і Британському Сомалі. Британські збройні сили в Адені могли забезпечити важливу підтримку авіації і флоту проти італійських військово-морських сил, що діяли в Червоному морі. Італійський морський транспорт був відрізаний британцями у Суецькому каналі. Постачання ІСА, як правило, йшло повітрям, і в невеликих кількостях.
У 1940 році, прилеглий протекторат Британський Сомаліленд був окупований італійськими військами і увійшло до складу Італійської Східної Африки. Захоплення території відбувалось без німецької допомоги. Окупація тривала близько 1 року.
На початку Східно-Африканської кампанії, італійські війська, становили 291,000 чоловік, включаючи членів їх родин. Навчання тубільних військ було не задовільне, італійські гарнізони були занадто розпорошенні, через вкрай незадовільний стан більшості доріг їх роль по суті зводилася до статичної ролї без достатньої кількості боєприпасів і запасів нафти (що дозволило союзникам загарбати ІСА в 1941 році).
27 березня 1941, форт Керен було захоплено англійськими військами. Після капітуляції Массауа (8 квітня), Еритрея була втрачена для Італії.
Війна була закінчена коли Амадей Савойський капітулював 18 травня 1941 року в Амба-Алагі перед переважаючими силами британців. 28 листопада 1941 року капітулював останній форт — Гондар.
Збройний партизанський опір тривав з листопада 1941 року по вересень 1943, партизанські сили у складі 7000 італійців, які не прийняли капітуляцію перед союзниками.
Вони чекали можливого прориву італо-німецької армії Роммеля з Єгипту і Середземного моря (так званого «Italian Mare Nostrum»), але після битви при Ель-Аламейн, цей опір поступово зникає.
Формально, ІСА проіснувала до кінця війни. В результаті переговорів між союзниками Італійська Східна Африка була ліквідована і її землі були розподілені наступним чином:
1) Ефіопія знову стала незалежною і їй було передано Італійську Ерітрею;
2) Британський Сомаліленд, окупований італійцями і приєднаний до ІСА під час війни, був відновлений і повернений Британії;
3) Мандат на Італійський Сомаліленд тимчасово отримала Британія, аж поки союзники не прийняли рішення передати цю територію назад Італії як підопічну в 1950-му році. Після 10 років Довірена територія отримала обіцяну незалежність і стала незалежною Республікою Сомалі.